# End of Silence
End of Silence — дебютный студийный альбом американской группы Red, вышедший в 2006 году.
После выхода альбом занял 194 место в чарте Billboard Top 200 и был номинирован на Грэмми. К 2009 году было продано 320 000 копий.
По словам вокалиста группы Майка Барнса, основными темами творчества Red являются страсть, боль и искупление. Песни End of Silence рисуют картину чудесного освобождения из бездны страха и отчаяния.

## Список композиций
| №   | Название                 | Длительность |
| --- | ------------------------ | ------------ |
| 1.  | «Intro (End of Silence)» | 0:58         |
| 2.  | «Breathe Into Me»        | 3:34         |
| 3.  | «Let Go»                 | 5:15         |
| 4.  | «Already Over»           | 4:24         |
| 5.  | «Lost»                   | 5:15         |
| 6.  | «Pieces»                 | 5:58         |
| 7.  | «Break Me Down»          | 4:14         |
| 8.  | «Wasting Time»           | 3:21         |
| 9.  | «Gave It All Away»       | 3:13         |
| 10. | «Hide»                   | 5:24         |
| 11. | «Already Over, Pt. 2»    | 5:12         |

| №   | Название          | Длительность |
| --- | ----------------- | ------------ |
| 12. | «Lost» (Acoustic) | 4:29         |